# Liste der Biografien/Sao
Liste der Biografien |
Portal Biografien |
Personensuche
# |
A |
B |
C |
D |
E |
F |
G |
H |
I |
J |
K |
L |
M |
N |
O |
P |
Q |
R |
S |
T |
U |
V |
W |
X |
Y |
Z |
?
 
Sa |
Sb |
Sc |
Sd |
Se |
Sf |
Sg |
Sh |
Si |
Sj |
Sk |
Sl |
Sm |
Sn |
So |
Sp |
Sq |
Sr |
Ss |
St |
Su |
Sv |
Sw |
Sy |
Sz
 
Saa |
Sab |
Sac |
Sad |
Sae |
Saf |
Sag |
Sah |
Sai |
Saj |
Sak |
Sal |
Sam |
San |
Sao |
Sap |
Saq |
Sar |
Sas |
Sat |
Sau |
Sav |
Saw |
Sax |
Say |
Saz
Die Liste der Biografien führt alle Personen auf, die in der deutschsprachigen Wikipedia einen Artikel haben. Dieses ist eine Teilliste mit 15 Einträgen von Personen, deren Namen mit den Buchstaben „Sao“ beginnt.

## Sao
- São Luís Saraiva, Francisco de (1766–1845), portugiesischer Geistlicher und Politiker
- São Paulo, Irving (1964–2006), brasilianischer Schauspieler

### Saof
- Saofaiga Foai, Mike (* 1991), samoanischer Fußballspieler

### Saoh
- Saohu, John (* 1970), salomonischer Fußballschiedsrichter

### Saom
- Saombankuay, Sompong (* 1982), thailändischer Stabhochspringer

### Saor
- Saor, Gobán, Baumeister
- Saorgin, René (1928–2015), französischer Organist

### Saot
- Saoterus, griechischsprachiger Freigelassener und Kämmerer
- Saotome, Hiromi (* 1963), japanische Schauspielerin, Pornodarstellerin und BDSM-Model

### Saou
- Saoud, Imane (* 2002), marokkanische Fußballspielerin
- Saoud, Oumayma (* 1996), marokkanische Leichtathletin
- Saouli, Salah (* 1962), libanesischer Maler und Bildhauer
- Saouma, Edouard (1926–2012), libanesischer Generalsekretär der Ernährungs- und Landwirtschaftsorganisation
- Saout, Antoine (* 1984), französischer Pokerspieler

### Saov
- Saovabha Phongsri (1864–1919), Person der Thailändischen Monarchie